# Écumeur de berges
Pour l’article homonyme, voir Écumeur.

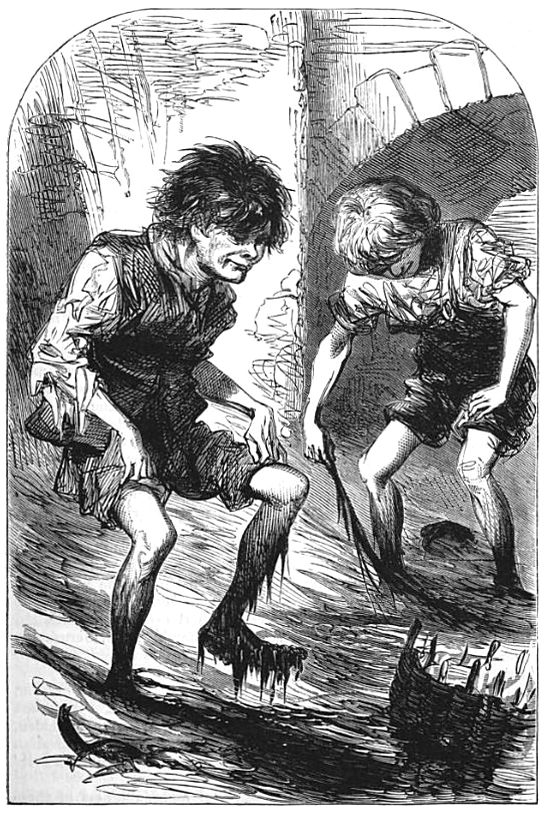
Écumeurs des berges du Londres victorien (The Headington Magazine, 1871)

Un écumeur de berges est une personne qui fouille la vase à la recherche d'objets de valeur. Ce terme désignait notamment les personnes qui récupéraient des objets de cette manière à Londres aux XVIIIe et XIXe siècles (appelées en anglais mudlarks).
La pratique se poursuit de nos jours et peut être assimilée à une forme de loisir. Elle fait appel, entre autres, à des technologies plus récentes telles que le détecteur de métaux, utilisé pour rechercher des objets en métal qui pourraient s'être échoués sur le rivage.
Cette pratique n'est légalement tolérée que dans certains pays, comme le Royaume-Uni (voir Treasure Act, 1996).

## Les écumeurs de berges auxXVIIIeetXIXesièclesà Londres
Les écumeurs des berges fouillaient les rives vaseuses de la Tamise à marée basse à la recherche de tout ce qui pouvait être vendu – parfois, lorsque l'occasion s'en présentait, chapardaient également le trafic fluvial. À la fin du XVIIIe siècle, les habitants vivant près de la rivière pouvaient subsister ainsi. Les écumeurs des berges étaient généralement soit des jeunes âgés de 8 à 15 ans, soit des personnes âgées robustes, et bien que la plupart des écumeurs des berges soient des hommes, on comptait également parmi eux de jeunes filles et femmes.
Devenir écumeur des berges était généralement un choix par défaut, par la pauvreté et le manque de compétences. Les conditions de travail étaient loin d'être saines et confortables car les déjections et les déchets étaient rejetés sur les rives par les eaux usées ainsi que des cadavres d'humains, de chats et des chiens de temps à autre. Les écumeurs des berges se blessaient souvent à cause du verre brisé laissé sur le rivage. Leurs revenus étaient souvent très insuffisants; mais ils avaient un certain degré d'indépendance, puisque, sous réserve des horaires des marées, ils pouvaient travailler quand ils le souhaitaient et conservaient tout leur butin.
L'écrivain anglais Henry Mayhew donne une description détaillée de la profession dans le volume supplémentaire de son ouvrage publié en 1851 London Labour and the London Poor. Une édition ultérieure du même livre, comprend le « Récit d'un écumeur des berges », une entrevue avec un garçon de treize ans, Martin Prior.
Même si en 1904, une personne pouvait encore revendiquer d'exercer le métier d'écumeur des berges, il semble que cela n'ait plus été perçu comme une activité acceptable ou légale. En 1936, le mot décrit simplement les écoliers londoniens vêtus de maillot de bain qui gagnent de l'argent de poche pendant les vacances d'été en suppliant les passants de jeter des pièces de monnaie dans la vase de la Tamise pour les rattraper afin de divertir les spectateurs.

## Une pratique active de nos jours

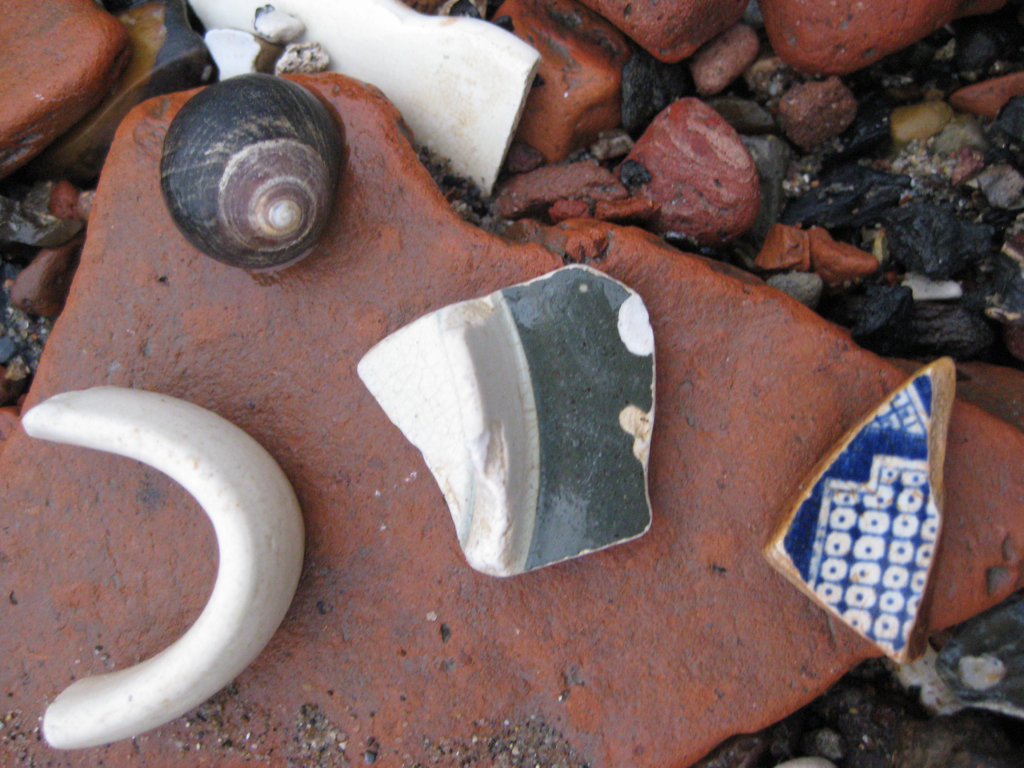
Fragments de poterie trouvés lors d'une collecte sur la Tamise, dans le centre de Londres

Plus récemment, des utilisateurs de détecteurs de métaux et d'autres curieux fouillant l'estran à la recherche d'objets historiques se sont auto-proclamés « écumeurs des berges ». À Londres, une autorisation est requise auprès de l'autorité du port de Londres, autrement, l'activité devient illégale. La réglementation a changé en 2016, rendant le livre populaire de Ted Sandling, London in Fragments, obsolète à cet égard.
L'autorité du port de Londres déclare que « Tous les estrans du Royaume-Uni ont un propriétaire. La détection, la recherche ou l'exhumation de métaux ne sont pas un droit public et nécessitent donc l'autorisation dudit propriétaire. La police du port de Londres et le Domaine royal sont les plus grands propriétaires fonciers de l'estran de la Tamise et administrent ensemble l'autorisation de détecter, rechercher ou creuser du métal". Le site internet de la police du port de Londres contient de nombreuses informations utiles pour les titulaires de permis, notamment des cartes, des règles et réglementations sur les lieux où l'excavation est interdite, sur la sécurité et les horaires des marées.
De temps en temps, des objets de valeur archéologique sont récupérés sur l'estran de la Tamise. En fonction de leur valeur, ils sont soit déclarés en tant que trésors en vertu du Treasure Act 1996, soit volontairement soumis à un examen via le Portable Antiquities Scheme.
Un article de la BBC de juillet 2020 recommande le Thames Discovery Program, un groupe d'historiens et de bénévoles qui organisent et proposent des visites guidées aux écumeurs des berges débutants. En 2019, le livre Mudlarking : Lost and Found on the River Thames de Lara Maiklem est publié pour la première fois. L’auteure est une vétérane expérimentée dans la recherche d’objets historiques sur les rives du fleuve. Rag and Bone: A Family History of What We've Thrown Away de Lisa Woollett (2020) offre une autre analyse du sujet.

## Références culturelles

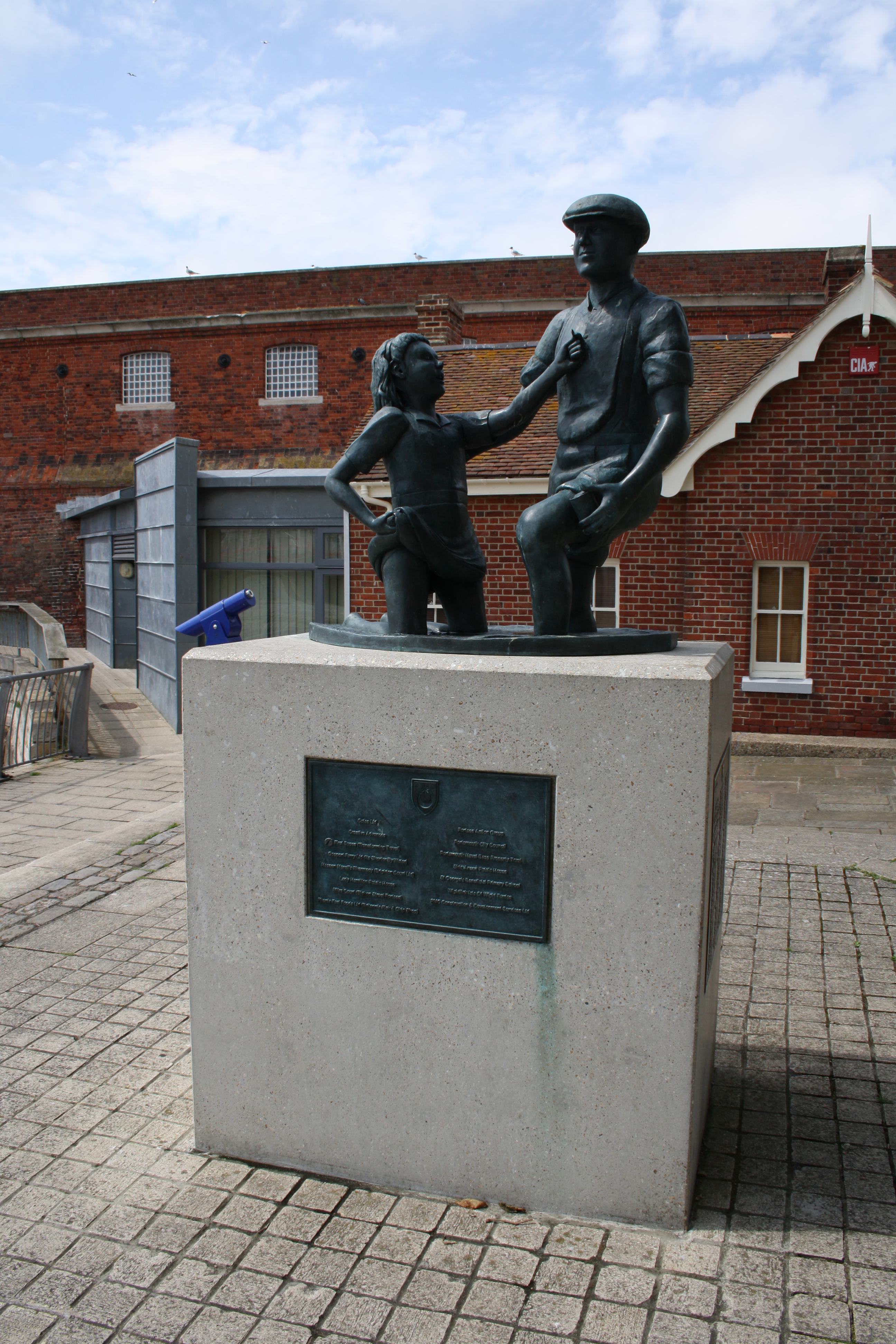
Une statue qui représente deux écumeurs des berges, Portsmouth, Hampshire